# Слепень чёрно-серый
Слепень чёрно-серый (лат. Tabanus maculicornis) — вид слепней подсемейства Tabaninae.

## Распространение
Большая часть Европы (не обнаружен только в Ирландии и Португалии), европейской части России, на Кавказе (Грузия и Азербайджан), юге Западной Сибири, северо-востоке Казахстана

## Описание
Длина тела имаго до 10—14,5 мм. Глаза без волосков, с одной полоской. Послейдний членик щупиков имеет светло-жёлтую окраску и покрыт тёмными волосками. Крылья слегка сероватые. На брюшке имеется рисунок из трёх рядов пятен. Боковые пятна прямоугольные, а срединные - треугольные От слепня серого отличается более широкой затылочной полоской и более тёмной окраской брюшка.

## Биология
Личинки развиваются по берегам рек и ручьев и на болотах. Взрослые особи активны с середины мая по середину июля, в наибольшей степени — в конце июня. Самки сосут кровь скота, но в основном питаются нектаром. Могут пить и человеческую кровь. Самцы питаются только нектаром.